# فرقة إس إس بانزر فيكينج الخامسة
تشكيل بانزر فيكينج إس إس الخامس ((بالألمانية: 5. SS-Panzerdivision „Wiking“)‏ SS-Panzerdivision)  كانت فرقة بانزر من ثمانية وثلاثين فرقة تابع لفافن إس إس في ألمانيا النازية. تم تشكيلها من متطوعين أجانب من الدنمارك والنرويج والسويد وفنلندا وإستونيا وهولندا وبلجيكا تحت قيادة الضباط الألمان. خدمت على الجبهة الشرقية خلال الحرب العالمية الثانية. استسلمت في مايو 1945 للقوات الأمريكية في النمسا.

## التكوين والتدريب
بعد غزو بولندا في عام 1939، سعىهاينريش هيملر لتوسيع فافن إس إس مع المتطوعين العسكريين الأجانب من أجل «الحملة الصليبية ضد البلشفية». بدأ التسجيل في أبريل 1940 مع إنشاء فوجين: فوج فافن-إس إس نووردلاند (للمتطوعين الدنماركيين والنرويجيين والسويديين)، وفوج فافن-إس إس يستلاند (للمتطوعين الهولنديين والفلمنديين).

## غزو الاتحاد السوفيتي

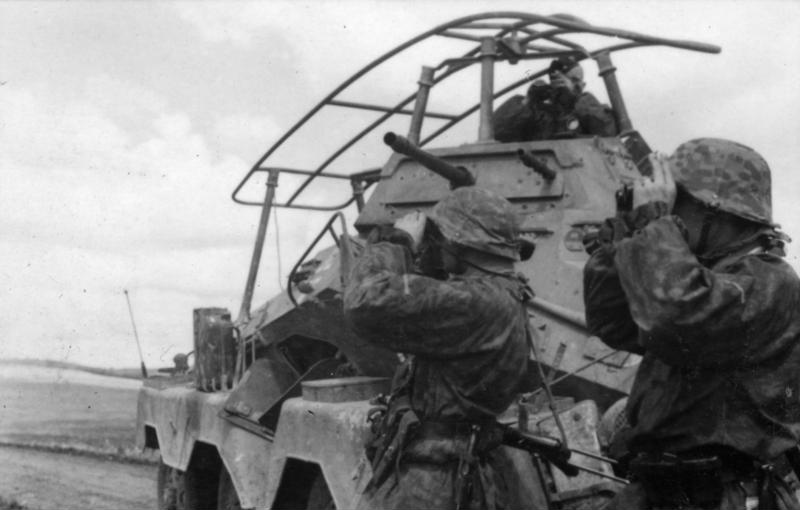
قوات الفرقة في الاتحاد السوفيتي عام 1941.

شاركت الشعبة في عملية بارباروسا، غزو الاتحاد السوفياتي، وتقدمت عبر غاليسيا في أوكرانيا اليوم. في أغسطس، قاتلت من أجل جسر العبور عبر نهر دنيبر. في وقت لاحق، شاركت في القتال العنيف من أجل روستوف على نهر الدون قبل العودة إلى خط نهر ميوس في نوفمبر. في صيف عام 1942، شاركت في هجوم العملية الزرقاء التابع لـ مجموعة جيوش الجنوب، بهدف الاستيلاء على حقول ستالينجراد وباكو النفطية. في أواخر سبتمبر 1942، شاركت في العملية الرامية إلى الاستيلاء على مدينة غروزني، إلى جانب فرقة بانزر الثالثة عشر. استولت على مالغوبيك في 6 أكتوبر، بهدف الاستيلاء على جروزني وفتح طريق إلى بحر قزوين الأمر الذي لم يتحقق. شاركت في محاولة للاستيلاء على أوردجونيكيدزه. أدت العملية السوفيتية أورانوس، لتطويق الجيش السادس في ستالينجراد، إلى توقف أي تقدم آخر في القوقاز.
بعد عملية عاصفة الشتاء، محاولة فاشلة لتخفيف حصار الجيش السادس، اقترح إريك فون مانشتاين، قائد مجموعة الجيوش الجنوبية، القيام بمحاولة أخرى نحو ستالينجراد. تحقيقا لهذه الغاية، أصدرت الاوامر لها بالسير لمسافات طويلة في 24 ديسمبر؛ ومع ذلك، بحلول الوقت الذي وصلت فيه في 31 ديسمبر، كانت مضطرة لتغطية انسحاب المجموعة العسكرية أ من القوقاز نحو روستوف. نجت من فجوة روستوف في 4 فبراير.

## جرائم حرب

### التقارير الحديثة
في عام 2013، نقلت هيئة الإذاعة النرويجية عن «أول نرويجي [يعترف علانية] بأنه شارك في جرائم الحرب وإبادة اليهود في أوروبا الشرقية»  خلال الحرب العالمية الثانية، الجندي السابق في الفرقة، أولاف توف، الذي اعترف: «في حالة واحدة في أوكرانيا خلال خريف عام 1941، كان المدنيون يرعون مثل الماشية نحو الكنيسة. بعد ذلك بوقت قصير، بدأ جنود من وحدتي في صب البنزين على الكنيسة وفي مكان ما تم حرق ما بين 200 إلى 300 شخص داخل الكنيسة. تم تعييني حارسًا، ولم يخرج أحد من الكنيسة».
يقتبس الكتاب النرويجي لعام 2014 ، Morfar ، Hitler og jeg (الجد، Hitler و I) مذكرات جندي الفرقة من 1941-1943: «ثم قمنا بتنظيف حفرة يهودية».

## جوزيف مينجيل
عمل الدكتور جوزيف مينجيل سيئ السمعة مع التشكيل خلال حملاتها المبكرة. خدم كمسعف ميداني وحصل على الصليب الحديدي لإنقاذ رجلين مصابين من دبابة. بعد إصابته، اعتُبر منجيل غير لائق للقتال وتم استيعابه في نظام معسكر الاعتقال النازي. كان مينجيل فخوراً بخدمة فافن إس إس وبزخارفه الأمامية. عندما ظهرت أهوال جرائمه، حاول الموظفون السابقون في القسم حذف اسمه.

## القادة
| No. |                         | القادة                                                  | Took office    | Left office   | Time in office    |
| --- | ----------------------- | ------------------------------------------------------- | -------------- | ------------- | ----------------- |
| 1   | فيليكس شتاينر           | SS-Obergruppenführer فيليكس شتاينر (1896–1966)          | 1 ديسمبر 1940  | 1 مايو 1943   | 2 سنوات و151 أيام |
| 2   | هربرت جيل               | SS-Gruppenführer هربرت جيل (1897–1966)                  | 1 مايو 1943    | 6 أغسطس 1944  | 1 سنة و97 أيام    |
| 3   | إدوارد ديشنهوفر         | SS-Standartenführer إدوارد ديشنهوفر (1909–1945)         | 6 أغسطس 1944   | 12 أغسطس 1944 | 6 أيام            |
| 4   | يوهانس رودولف مولينكامب | SS-Standartenführer يوهانس رودولف مولينكامب (1910–1986) | 12 August 1944 | 9 أكتوبر 1944 | 58 أيام           |
| 5   | كارل أولريش             | SS-Oberführer كارل أولريش (1910–1996)                   | 9 أكتوبر 1944  | 5 مايو 1945   | 208 أيام          |

## منظمة
كان الهيكل التنظيمي لتشكيل إس إس هذا كما يلي: 
| التعيين (الإنجليزية) | التعيين (الألمانية) |
| --- | --- |
| - بانزر إس إس Grenadier فوج 9 "جيرمانيا" - بانزر إس إس Grenadier فوج 10 "ويستلاند" - SS بانزر فوج 5 - بانزر إس إس المدفعية فوج 5 | - SS-Panzergrenadierregiment 9 "Germania" - SS-Panzergrenadierregiment 10 "Westland" - SS-Panzerregiment 5 - SS-Panzerartillerieregiment 5 |

### اقتباسات
1. ↑  Official designation in German language as to „Bundesarchiv-Militärarchiv“ in فرايبورغ, stores of the فيرماخت and فافن إس إس.
2. ↑  McNab, pp. 167, 178
3. ↑  Olav Tuff (91): Vi brente en kirke med sivilister نسخة محفوظة 22 يونيو 2015 على موقع واي باك مشين.
4. ↑  Ei ny fortid [A new past] "Bestefaren Per Pedersen Tjøstland var frontkjempar i 5. SS Panzer-divisjon Wiking frå 1941–1943, og skreiv for bladet Germaneren. Hans eigne dagbøker og artiklar er ei hovudkjelde, men Jackson skriv at det er umulig å vite nøyaktig kva han var med på. Kanskje seier det sitt at han bruker uttrykket «så rensket vi et jødehull»" نسخة محفوظة 17 سبتمبر 2018 على موقع واي باك مشين.
5. ↑  "What made that man Josef Mengele?". The New York Times ع. Section 6: 16, Column 1. 21 يوليو 1985.
6. ↑  Williamson Gordon. "The SS Hitler´s Instrument of the Power". KAISER, appendix, p. 244, "Schlachtordnung der Waffen-SS/Waffen-SS Order of Battle"; copyright 1994 by Brown Packaging Books Ltd., London.
7. ↑  MILITÄRISCHES STUDIENGLOSAR ENGLISCH Teil II/ Teil III, Deutsch – Englisch, Abkürzung Begriff, Bundessprachenamt (Stand Januar 2001).
8. ↑  Official designation as to „Bundesarchiv-Militärarchiv“ in فرايبورغ, stores of the فيرماخت and فافن إس إس.